# Slick Airways
Slick Airways war eine Fluggesellschaft mit Sitz in San Antonio, Texas in den Vereinigten Staaten von Amerika.

## Geschichte

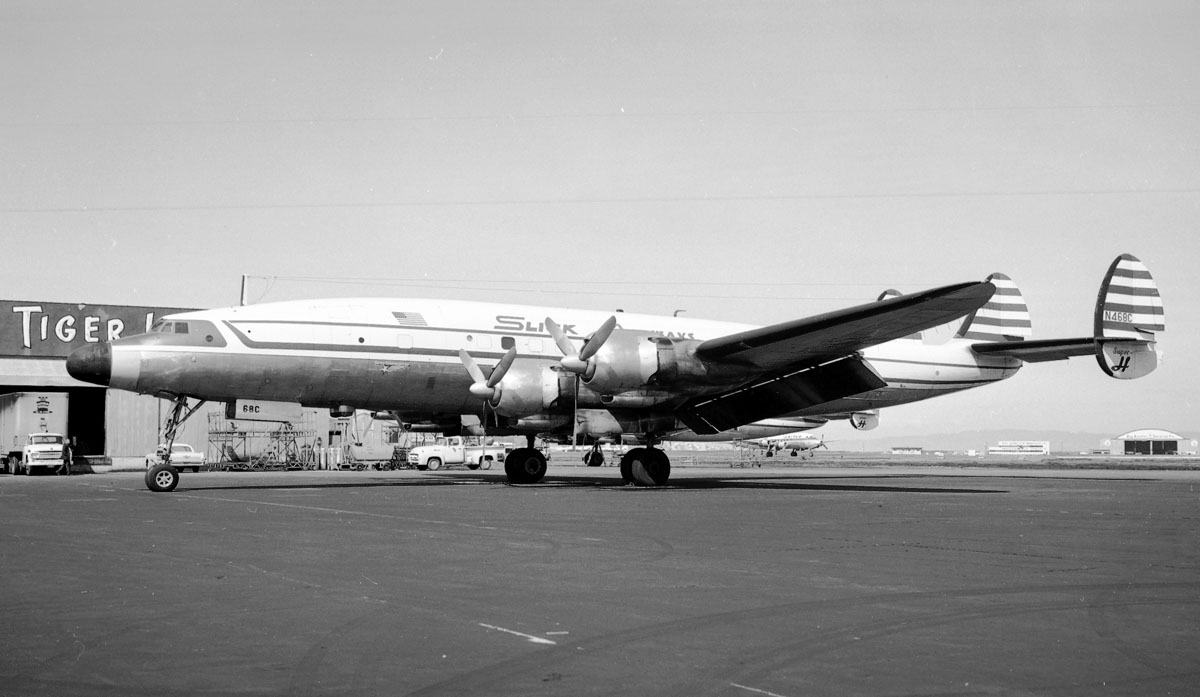
Lockheed L-1049 Super Constellation der Slick Airways

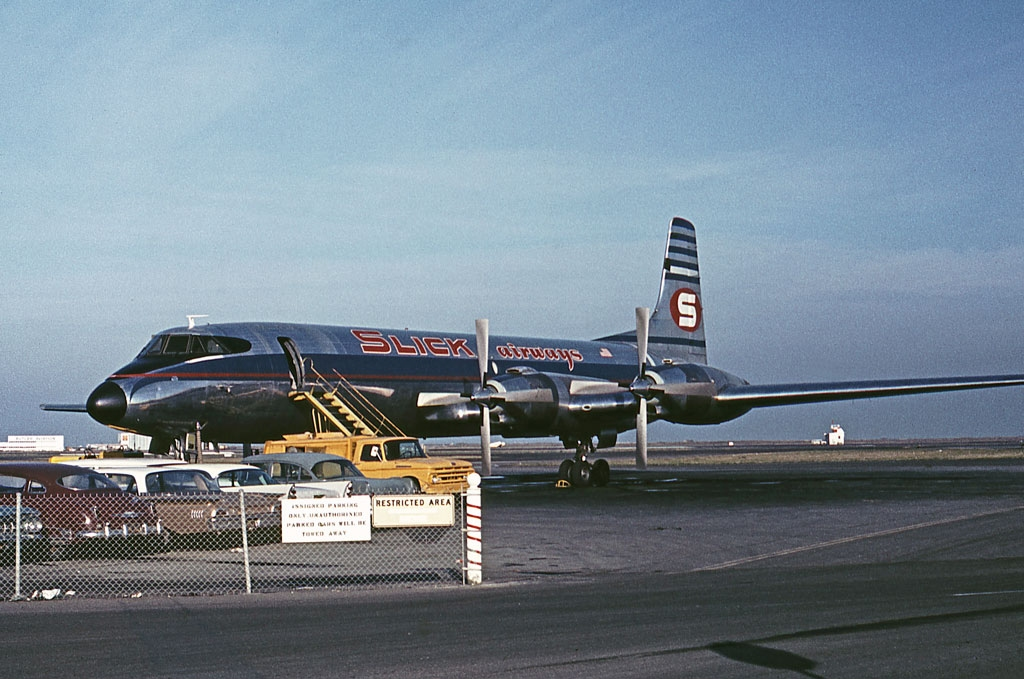
Canadair CL-44 der Slick Airways, San Francisco 1963

Slick Airways wurde im Januar 1946 von Earl F. Slick gegründet. Zu dieser Zeit betrieb Slick eine Flotte von zehn Flugzeugen des Typs Curtiss C-46E Commando. Von diesem Flugzeugtyp kaufte Slick 35 Maschinen. Das Passagierflugzeug Douglas DC-6B wurde am 11. April 1951 bei United Air Lines in Dienst gestellt, und Slick Airways betrieb Douglas DC-6A ein paar Tage später, ab 16. April 1951. Von 1951 bis 1952 war Slick Airways die größte kommerzielle Fluggesellschaft, die nur Frachtbetrieb durchführte. Ein Versuch, mit Flying Tiger Line zu fusionieren scheiterte 1954. Als man 1957 Lockheed Constellation, gefolgt von Douglas DC-6 ein Jahr später erwarb, konnte Slick Airways ihre Frachtcharterdienste nach Japan und Hong Kong ausweiten.
Da sich die finanzielle Situation auf ihren Linienflügen Ende der 1950er Jahre ständig verschlechterte, beschloss Slick, alle Linienverpflichtungen ab dem 24. Februar 1958 aufzugeben. Die Fluggesellschaft konnte finanziell überleben und beschloss, sich zu diversifizieren durch den Kauf der Illinois Shade Cloth Company im Juli 1960. Im Oktober 1959 wurden vier Canadair CL-44D4-6 bestellt. Der erste kommerzielle Flug dieses Flugzeugs für Slick Airlines erfolgte am 11. Februar 1962 auf einem militärischen Vertragsflug von San Francisco nach Manila. Am 1. Oktober 1962 wurde die Route 101 der Fluggesellschaft, ein transkontinentaler Liniendienst, wieder aufgenommen. Doch das Schicksal der Fluggesellschaft verschlechterte sich erneut und am 27. August 1965 genehmigte das CAB die Einstellung des Linienfluges. Airlift International erwarb am 1. Juli 1966 die Vermögenswerte, die für Slicks Militäroperationen verwendet wurden, und am 22. Juli 1968 die Route 101. Slick wurde eine Finanzholdinggesellschaft mit dem Namen Slick Corporation, zu der neben dem Illinois Shade-Geschäft auch die Drew Chemical Company gehörte, die am 19. Februar gekauft wurde 1968 und eine Fabrik für Pulverisierungsmaschinen. Die Slick Corporation war auch Minderheitsaktionär von Airlift International.

## Flotte
Slick Airways setzte folgende Flugzeugtypen ein:
- Canadair CL-44
- Curtiss C-46 Commando
- Douglas DC-4
- Douglas DC-6
- Douglas DC-8
- Lockheed L-1049 Super Constellation

## Zwischenfälle

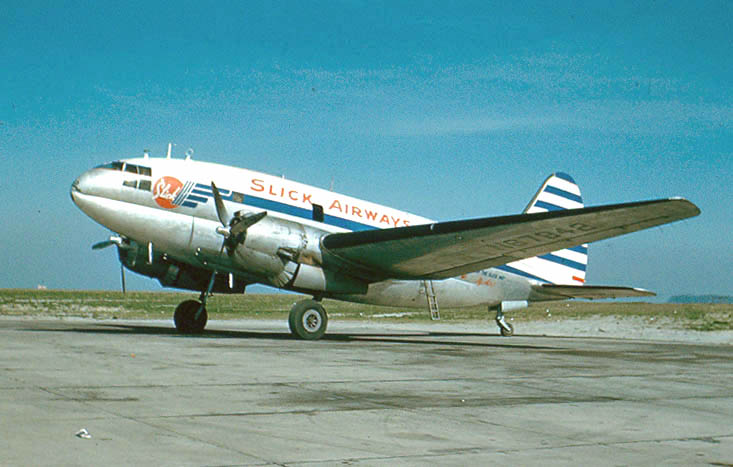
Curtiss C-46 Commando der Slick Airways, San Francisco, ähnlich den zahlreichen verunglückten Maschinen desselben Typs

- Am 10. Dezember 1946 verunglückte eine Curtiss C-46E Commando der Slick Airways (Luftfahrzeugkennzeichen N....) auf einem unbekannten Flugplatz im Raum Dallas (Texas, USA). Die C-46 landete lang und geriet auf der nassen Bahn ins Aquaplaning. Sie geriet über das Landebahnende hinaus, durchbrach den Begrenzungszaun und überquerte einen Graben, wobei das Fahrwerk abgeschert wurde, bevor sie zum Stillstand kam. Beide Piloten, die einzigen Insassen auf dem Frachtflug, überlebten den Unfall. Das Flugzeug wurde eventuell irreparabel beschädigt.[4]

- Am 14. Februar 1947 wurde eine Curtiss C-46E-1-CS Commando der Slick Airways (NC59486) bei einem von ihren Piloten gewünschten Übungsanflug mit dem Instrumentenlandesystem auf den Flughafen Denver-Stapleton (Colorado, USA) 3232 Fuß (985 Meter) vor der Landebahn in den Boden geflogen. Bei diesem CFIT (Controlled flight into terrain) wurden beide Besatzungsmitglieder getötet, die einzigen Insassen auf dem Frachtflug.[5]

- Am 21. August 1947 wurde eine Curtiss C-46E-1-CS Commando (NC59488) in einer Höhe von etwa 10.000 Fuß (3.050 Metern) gegen die Flanke des Blue Bell Knoll Mountain geflogen, nahe Hanksville (Utah, USA). Als Ursache wurde festgestellt, dass die Piloten trotz Wetters für Instrumentenflugbedingungen im Sichtflug geflogen waren. Durch diesen CFIT (Controlled flight into terrain) wurden alle 3 Insassen getötet, zwei Besatzungsmitglieder und ein Passagier, die einzigen Insassen auf dem Frachtflug.[6]

- Am 17. September 1947 ging in einer Curtiss C-46E-1-CS Commando der Slick Airways (NC59495) im Anflug auf den Flughafen Burbank (Kalifornien, USA) der Treibstoff aus, weil vor dem Abflug in Denver (Colorado, USA) zu wenig Reserven getankt worden waren. Der Versuch, noch auf dem nord-südlichen Rollweg zu landen, ging auch schief. Das Flugzeug überrollte eine Landebahn, rutschte über eine Landstraße und dann Eisenbahngleise, bis sie irreparabel beschädigt zum Stillstand kam. Beide Piloten, die einzigen Insassen auf dem Frachtflug, überlebten den Unfall.[7]

- Am 16. Mai 1948 brach in einer Curtiss C-46E-1-CS Commando (NC59489) bei extremer Turbulenz die innere Rumpfstruktur unter der Seitenflosse, so dass das Seitenruder blockiert wurde. Die Maschine trudelte 4 Kilometer vom Flughafen Port Columbus (Ohio, USA) entfernt in den Boden. Beide Piloten, die einzigen Insassen auf dem Frachtflug, kamen ums Leben.[8]

- Am 9. Oktober 1949 stürzte eine Curtiss C-46E-1-CS Commando der Slick Airways (N59485) im Anflug auf den Flughafen Cheyenne (Wyoming, USA) ab. Das Wetter war durch schwere Turbulenz und starke Vereisung gekennzeichnet. Nachdem die Piloten die Kontrolle über das Flugzeug verloren hatten, stürzte es 4 Kilometer nordwestlich des Zielflughafens ab. Beide Besatzungsmitglieder und der einzige Passagiere, die einzigen Insassen auf dem Frachtflug, kamen ums Leben.[9]

- Am 23. Februar 1951 mussten die Piloten einer Curtiss C-46E-1-CS Commando (N59490) wegen Vereisung bei Newhall, Kalifornien, eine Notlandung neben einer Landstraße durchführen, wobei die Maschine gegen einen Pfosten prallte und irreparabel beschädigt wurde. Alle drei Crewmitglieder, die einzigen Insassen auf dem Frachtflug, überlebten.[10]

- Am 4. März 1953 wurde eine Curtiss C-46F-1-CU Commando (N4717N) beim Anflug unter tiefhängenden Wolken 2,5 Kilometer südwestlich des Flughafens Bradley (Connecticut, USA) in Bäume geflogen. Bei diesem CFIT (Controlled flight into terrain) wurden beide Piloten getötet, die einzigen Insassen auf dem Frachtflug.[11]

- Am 3. Februar 1963 kollidierte eine Lockheed L-1049H Super Constellation (N9740Z) im Anflug auf den Flughafen San Francisco 360 Meter vor der Landebahn mit der Anflugbefeuerung und stürzte neben der Landebahn ab. Ursache war das Fortsetzen des Anflugs unter die vorgeschriebene Entscheidungshöhe. Von den 8 Insassen wurden 2 Besatzungsmitglieder und 2 Passagiere getötet.[12]

- Am 10. März 1964 stürzte eine Douglas DC-4 (N384) 2,1 Kilometer südwestlich des Flughafens Boston-Logan (Massachusetts, USA) im Anflug ab. Die Kontrolle über die Maschine war wegen starker Vereisung der Höhenflosse verloren gegangen. Die 3 Besatzungsmitglieder, die einzigen Insassen auf dem Frachtflug, kamen ums Leben.[13]